# Cấy đờm
Cấy đờm là xét nghiệm phát hiện và định danh vi khuẩn hoặc nấm nhiễm trong phổi hoặc đường dẫn khí. Đờm là dịch nhầy được sản xuất ở phổi và đường dẫn khí. Mẫu đờm thường được lấy vào buổi sáng để xét nghiệm vi khuẩn. Bệnh phẩn đờm được đựng trong một lọ nhựa sạch, miệng rộng, khô, kín và được đưa đến phòng xét nghiệm để kiểm tra. Mẫu bệnh phẩm có thể được lấy bằng cách khạc đờm, khí dung (xịt nước muối ưu trương vào đường hô hấp để đẩy đờm ra), hoặc hút dịch nội khí quản (thường dùng ở những bệnh nhân ở máy) ở đơn vị hồi sức.Với những chủng sinh vật nhất định như Cytomegalovirus hoặc "Pneumocystis jiroveci" ở những bệnh nhân suy giảm miễn dịch cần có bác sĩ chuyên khoa hô hấp thực hiện nội soi phế quản. Nếu vi khuẩn và nấm không mọc, xét nghiệm nuôi cấy được kết luận là âm tính. Nếu sinh vật có thể gây nhiễm trùng (mầm bênh) mọc,kết quả nuôi cấy là dương tính. Loại vi khuẩn hay nấm được xác định bằng kính hiển vi, hình thái và các xét nghiệm hóa sinh, sinh học phân tử.
Nếu nuôi cấy được vi khuẩn hoặc nấm từ bệnh phẩm, cần làm xét nghiệm kháng sinh đồ để điều trị nhiễm khuẩn hiệu quả nhất.
Tại bệnh viện, nuôi cấy đờm hay được chỉ định ở bệnh nhân viêm phổi. Hiệp hội các bệnh truyền nhiễm Hoa Kỳ (Infectious Diseases Society of America) khuyến cáo nuôi cấy đờm ở tất cả các bệnh nhân viêm phổi nằm viện, trong khi Hội các bác sĩ lồng ngực Hoa Kỳ (American College of Chest Physicians) không khuyến cáo. Sở dĩ có sự khác biệt này là do ở phổi bình thường khỏe mạnh luôn có vi khuẩn và nuôi cấy đờm sẽ có cả vi khuẩn bình thường và gây bệnh. Tuy nhiên, nếu nuôi cấy ra những tác nhân hay gặp ở đường hô hấp kết hợp với các triệu chứng hô hấp đem lại bằng chứng mạnh mẽ về tác nhân nhiễm khuẩn và sự quan trọng của nó. Một số mầm bệnh như Streptococcus pneumoniae, Haemophilus influenzae và M tuberculosis lan truyền qua hit các giọt nhỏ. Do đó, quá trình xét nghiệm đờm cần được thực hiện ở buồng an toàn sinh học.